# هامور (جنس)
الهامور (باللاتينية: Epinephelus) هو جنس أسماك بحرية، ينتمي لفصيلة القرفصية. وتتواجد أنواعه في المحيط الأطلسي، والهادئ، والهندي.

## الأنواع
حالياً يضم هذا الجنس 89 نوع معروف:
- هامور شائع (بير أوزبيك, 1765)
- هامور أبيض (إيتيان جوفري سانت هيلار, 1817) (White grouper)
- هامور هونغ كونغ (كونراد جاكوب تمينك & هيرمان شليغل, 1843) (Hong Kong grouper)
- هامور أبيض الحواف جورج ألبرت بولينغر, 1903 (White-edged grouper)
- Epinephelus amblycephalus (بيتر بليكر, 1857) (Banded grouper)
- هامور أبقع ثيودور جيل, 1863 (Spotted grouper)
- هامور بني الترقيط جورج ألبرت بولينغر, 1903 (Cat-face grouper)
- هامور ذو هالات (بيتر فورسكول, 1775) (Areolate grouper)
- هامور مطوق (كونراد جاكوب تمينك & هيرمان شليغل, 1843) (Yellow grouper)
- Epinephelus bilobatus جون إرنست راندال & جيرالد ر. ألين, 1987 (Twin-spot grouper)
- Epinephelus bleekeri (Vaillant, 1878) (Dusky-tail grouper)
- Epinephelus bontoides (بيتر بليكر, 1855) (Pale-margin grouper)
- Epinephelus bruneus ماركوس إليسر بلوخ, 1793 (Long-tooth grouper)
- Epinephelus caninus (اشيل فالنسيان, 1843) (Dog-tooth grouper)
- Epinephelus chabaudi (Castelnau, 1861) (Moustache grouper)
- Epinephelus chlorocephalus (اشيل فالنسيان, 1830) (Tonga grouper)
- هامور الشعاب المرجانية البني (اشيل فالنسيان, 1828) (Brown-spotted grouper)
- Epinephelus cifuentesi Lavenberg & Grove, 1993 (Olive grouper)
- Epinephelus clippertonensis جيرالد ر. ألين & D. R. Robertson, 1999
- هامور أبيض الترقيط (ماركوس إليسر بلوخ, 1790) (White-spotted grouper)
- هامور برتقالي الترقيط (فرانسيس بوشنان-هاميلتون, 1822) (Orange-spotted grouper)
- هامور مرجاني (اشيل فالنسيان, 1828) (Coral grouper)
- Epinephelus costae (Steindachner, 1878) (Gold-blotch grouper)
- هامور أزرق الترقيط (جون ريتشاردسون (عالم), 1846) (Speckled blue grouper)
- هامور سرجي الذيل (ألبرت غونتر, 1876) (Saddle-tail grouper)
- Epinephelus darwinensis جون إرنست راندال & Heemstra, 1991 (Darwin grouper)
- Epinephelus diacanthus (اشيل فالنسيان, 1828) (Spiny-cheek grouper)
- هامور كاليكو جورج براون غود & T. H. Bean, 1878
- هامور منقط (كونراد جاكوب تمينك & هيرمان شليغل, 1843) (Dotted grouper)
- هامور أربد (اشيل فالنسيان, 1828) (Cloudy grouper)
- Epinephelus fasciatomaculosus (فيلهلم بيترز, 1865) (Rock grouper)
- هامور أسود الطرف (بيتر فورسكول, 1775) (Black-tip grouper)
- هامور مخطط الصدر (اشيل فالنسيان, 1828) (Barred-chest grouper)
- هامور أزرق أصفر (برنار جيرمان دي لاسيبيد, 1802) (Blue-and-yellow grouper)
- هامور بني رخامي (بيتر فورسكول, 1775) (Brown-marbled grouper)
- Epinephelus gabriellae جون إرنست راندال & Heemstra, 1991 (Multi-spotted grouper)
- هامور الشعاب المرجانية البني (كارل بنيامين كلونتسنغر, 1870) (Red Sea spotted grouper) [3]
- Epinephelus goreensis (اشيل فالنسيان, 1830) (Dungat grouper)
- هامور أحمر الترقيط (كارولوس لينيوس, 1758) (Red grouper)
- هامور ملجم هنري ويد فاولر, 1904 (Bridled grouper)
- Epinephelus hexagonatus (ماركوس إليسر بلوخ & يوهان شنايدر, 1801) (Star-spotted grouper)
- Epinephelus howlandi (ألبرت غونتر, 1873) (Black-saddle grouper)
- Epinephelus indistinctus جون إرنست راندال & Heemstra, 1991 (Somali grouper)
- Epinephelus irroratus (يوهان راينهولد فورستر, 1801) (Marquesan grouper)
- هامور أطلسي عملاق (هينريتش ليختنشتاين, 1822) (Atlantic goliath grouper)
- Epinephelus kupangensis Tucker, Kurniasih & Craig, 2016 [4]
- هامور نجمي (L. Jenyns, 1840) (Starry grouper)
- هامور عملاق (ماركوس إليسر بلوخ, 1790) (Giant grouper)
- هامور مخطط (كونراد جاكوب تمينك & هيرمان شليغل, 1843) (Striped grouper)
- Epinephelus lebretonianus (Hombron & Jacquinot, 1853) (Mystery grouper)
- Epinephelus longispinis (Kner, 1864) (Long-spine grouper)
- Epinephelus macrospilos (بيتر بليكر, 1855) (Snub-nose grouper)
- Epinephelus maculatus (ماركوس إليسر بلوخ, 1790) (High-fin grouper)
- Epinephelus magniscuttis Postel, Fourmanoir & Guézé, 1963 (Speckled grouper)
- هامور مليبار (ماركوس إليسر بلوخ & يوهان شنايدر, 1801) (Malabar grouper)
- هامور هامشي (ريتشارد لوي, 1834) (Dusky grouper)
- Epinephelus melanostigma ليونارد بيتر شولتز, 1953 (One-blotch grouper)
- هامور قرص العسل ماركوس إليسر بلوخ, 1793 (Honeycomb grouper)
- Epinephelus miliaris (اشيل فالنسيان, 1830) (Net-fin grouper)
- هامور أحمر (اشيل فالنسيان, 1828)
- هامور مذنب (اشيل فالنسيان, 1833) (Comet grouper)
- Epinephelus multinotatus (فيلهلم بيترز, 1876) (White-blotched grouper)
- هامور مجزع (ماركوس إليسر بلوخ, 1790) (White-streaked grouper)
- Epinephelus poecilonotus (كونراد جاكوب تمينك & هيرمان شليغل, 1843) (Dot-dash grouper)
- Epinephelus polylepis جون إرنست راندال & Heemstra, 1991 (Small-scaled grouper)
- هامور مموه (بيتر بليكر, 1849) (Camouflage grouper)
- Epinephelus polystigma (بيتر بليكر, 1853) (White-dotted grouper)
- Epinephelus posteli Fourmanoir & Crosnier, 1964 (Striped-fin grouper)
- Epinephelus quinquefasciatus (Bocourt, 1868) (Pacific goliath grouper)
- هامور طويل الزعنفة (اشيل فالنسيان, 1830) (Long-fin grouper)
- Epinephelus radiatus (فرنسيس داي, 1868) (Oblique-banded grouper)
- Epinephelus retouti بيتر بليكر, 1868 (Red-tipped grouper)
- Epinephelus rivulatus (اشيل فالنسيان, 1830) (Halfmoon grouper)
- Epinephelus sexfasciatus (اشيل فالنسيان, 1828) (Six-bar grouper)
- Epinephelus socialis (ألبرت غونتر, 1873) (Surge grouper)
- هامور ذو أربعة سروج ليونارد بيتر شولتز, 1953 (Four-saddle grouper)
- Epinephelus stictus جون إرنست راندال & جيرالد ر. ألين, 1987 (Black-dotted grouper)
- Epinephelus stoliczkae (فرنسيس داي, 1875) (Epaulet grouper)
- هامور ناسو (ماركوس إليسر بلوخ, 1792) (Nassau grouper)
- Epinephelus suborbitalis Amaoka & جون إرنست راندال, 1990 (Seamount grouper)
- هامور سمانه (بيتر فورسكول, 1775) (Summan grouper)
- هامور (بيتر فورسكول, 1775) (Greasy grouper)
- Epinephelus timorensis جون إرنست راندال & جيرالد ر. ألين, 1987 (Yellow-spotted grouper)
- Epinephelus trimaculatus (اشيل فالنسيان, 1828) (Three-spot grouper)
- Epinephelus trophis جون إرنست راندال & جيرالد ر. ألين, 1987 (Plump grouper)
- Epinephelus tuamotuensis Fourmanoir, 1971 (Reticulate grouper)
- هامور البطاطس Morgans, 1959 (Potato grouper)
- Epinephelus undulatostriatus (فيلهلم بيترز, 1867) (Maori grouper)
- Epinephelus undulosus (Quoy & Gaimard, 1824) (Wavy-lined grouper)